# Spinus pinus
El jilguero de los pinos (Spinus pinus) es una especie de ave paseriforme de la familia Fringillidae propia de Norteamérica. Es un pájaro migratorio con una amplísima zona de invernada.
Los adultos son marrones por su parte superior y claros por las partes inferiores, con marcadas franjas longitudinales. Tienen una cola con una ligera bifurcación y poseen manchas amarillas en sus alas y cola, no siempre visibles.
En ambos sexos las medidas son similares con 11-14 cm de longitud y 18-22 cm de envergadura y con un peso también similar de 12-18 g.
En la época de cría sepueden encontrar a lo largo de todo Canadá, Alaska, las montañas del oeste, y las partes más al norte de Estados Unidos. Suele anidar, bien ocultos, en la ramas de los árboles, normalmente en una conífera.

## Taxonomía y evolución
El lúgano Euroasiático, Spinus spinus, es el ancestro del Spinus pinus, del lúgano de las Antillas, Spinus dominicensis, y de Spinus atriceps o lúgano con capirote negro. La subespecie S. pinus perplexus es la más cercana genéticamente a S. atriceps; ambos viven en el altiplano de México y Guatemala

Este lúgano pertenece a la radiación evolutiva de los miembros del género Spinus de Norteamérica, cuya especie parental existente es el lúgano Euroasiático, Spinus spinus. S. pinus puede haber desplazado de América a la especie parental S. spinus (Lúgano Euroasiático) 